# Egesina diffusa
Egesina diffusa là một loài bọ cánh cứng trong họ Cerambycidae.